# Захар Прилєпін
Захар Прилєпін (рос. Захар Прилепин), справжнє ім'я Євген Миколайович Прилєпін, відомий також як Євген Лавлінський (рос. Евгений Лавлинский) (7 липня 1975 , Ільїнка (Скопінський район), Рязанська область ) — російський політик, письменник, пропагандист, публіцист.
За переконаннями є націонал-більшовиком. Голова партії «За правду» з 1 лютого 2020 року. Член Центрального штабу Загальноросійського народного фронту. Член партії «Інша Росія» Едуарда Лимонова (1996—2018).
Заступник художнього керівника МХАТ із літературної частини. Лауреат премії Уряду Росії в галузі культури і ряду інших премій.
Майор, підтримує терористичні угруповання ДНР та ЛНР, декларує свою участь у збройних формуваннях на тимчасово окупованій РФ території Донбасу.
Фігурант бази даних центру «Миротворець» як особа, що становить загрозу національній безпеці України і міжнародному правопорядку. Занесений до переліку осіб, що створюють загрозу нацбезпеці України.

## Життєпис
Після служби в армії навчався в школі міліції і служив в ОМОН.
У 1996 році брав участь у першій російсько-чеченській війні.
У 1999 році взяв участь у бойових діях у Дагестані та другій російсько-чеченській війні.
Захар Прилєпін з 2014 року в складі збройних формувань особисто брав участь у війні на сході України.
З грудня 2015 за серпень 2018 року Прилєпін є радником так званого «голови ДНР», Олександра Захарченка.
З жовтня 2016 року обіймає посаду заступника командира «батальйону» з роботи з особовим складом терористів ДНР у званні «майора».
З жовтня 2016 року — член Громадської ради при Міністерстві культури РФ.
16 лютого 2017 року Служба безпеки України відкрила кримінальне провадження щодо Євгенія (Захара) Прилєпіна за звинуваченням в «участі у діяльності терористичної організації» (ч. 1 ст. 258-3 КК України) та «фінансування тероризму» (ч. 1 ст. 258-5 ККУ). Підозрюється в пособництві терористичному угрупованню ДНР.
За підсумками 2017 року як «Письменник року в Росії» Захар Прилєпін розділив перше місце з Борисом Акуніним і Дариною Донцовою, і знову став найбільше згадуваним у російських ЗМІ письменником.
Твори Прилєпіна видавалися англійською, німецькою, французькою, італійською, китайською, датською, норвезькою, польською, болгарською, румунською, вірменською мовами.
2017 року брав участь у президентських внутрішньопартійних виборах, але поступився Павлу Грудініну.
29 листопада 2018 року увійшов до складу штабу Загальноросійського народного фронту. Через це був виключений з політичного руху в якому перебував раніше.
19 вересня 2021 року на виборах до Держдуми РФ обраний депутатом від партії «Справедлива Росія — за правду».

### Вибух автомобіля
6 травня 2023 року Прилєпіна було підірвано в автомобілі Audi Q7 на трасі Нижньогородської області дорогою до Москви з анексованої території Донецької та Луганської областей України. Водій загинув, сам Прилєпін отримав поранення ніг та втратив геніталії. Відповідальність за замах взяв на себе партизанський рух «Атеш».
Того ж дня Слідчий комітет РФ прозвітував про затримання підозрюваного у підриві, який під час допиту «дав свідчення, що діяв за завданням спецслужб України». Також було затримано другого підозрюваного, 33-річного уродженця Ізюма Харківської області. МЗС РФ звинуватило США та Україну в нібито спланованому терористичному акті.
7 травня 2023 року лікарі вивели Прилєпіна з медикаментозного сну.
1 серпня 2023 року призначений заступником командира з військово-політичної роботи полка Росгвардії "Оплот", з присвоєнням військового звання підполковник.

## Цитати
|  | Досі я був вдалішим за вас всіх... Вам хотілося б говорити, що я «перефарбувався» — але я з року в рік публікую свої статті, написані в 1996, 1999, 2001 і 2010 роках: там рівно те ж саме, що я говорю сьогодні... ...я гарний російський письменник, дуже гарний російський письменник і навіть найкращий російський письменник ... Мої романи перекладені 22 мовами. Я знаю тисячі європейців і американців, я дав там сотні інтерв'ю, і сотні газет виходили з моїми портретами. Я був у кращих ресторанах всього світу і ні в чому собі не відмовляв ... я прочитав більше книжок, ніж будь-хто з вас ... |

## Критика
- Численні оглядачі відзначили, що у заявлений Прилєпіним час його знаходження у Донбасі в ролі «комісара батальйону» сепаратистів він насправді давав концерти у різних містах Росії.
- Одне із завдань Прилєпіна, як вважає політолог Андрій Піонтковський та інші оглядачі — це мобілізація нових «моторил». Саме тому він знаходиться не в Донбасі, а в турне по містах Уралу і Сибіру. Агітувати нову хвилю «живої сили» — російських маргіналів їхати воювати в Донбас.[26]

- Літературне агентство 'Wiedling Literary Agency', яке знаходиться у Німеччині і представляє інтереси російськомовних письменників на Заході, вирішило припинити представляти права літературних творів Захара Прилєпіна. Агентство прийняло таке рішення в зв'язку з отриманням Прилєпіним посади заступника командира «батальйону» самопроголошеної «Донецької народної республіки». - Агентство продовжує виконувати свої контрактні обов'язки перед усіма партнерами-видавництвами, які публікують твори Прилєпіна у перекладах — повідомив глава 'Wiedling Literary Agency' Томас Відлінг — проте свої можливі прибутки з цих послуг агентство пожертвує міжнародній правозахисній компанії Amnesty International".[27]

## Санкції
28 лютому 2022 року, на тлі вторгнення Росії в Україну, ЄС запровадив санкції проти Прилєпіна, «за активну підтримку або реалізацію дій чи політики, що підривають або загрожують територіальній цілісності, суверенітету та незалежності України, а також стабільності та безпеці в Україні». В ЄС зазначили, що Прилєпін консультував сепаратистів, брав участь у війні на Донбасі на боці росіян, поширював антиукраїнську пропаганду, намагався змінити ставлення до анексії Криму та війни на Донбасі на позитивне.
15 березня 2022 року його внесли до санкційного списку Великої Британії.
7 липня 2022 року потрапив під санкції Канади, як «російський діяч дезінформації та пропаганди».
19 жовтня 2022 року доданий до санкційного списку України.
17 січня 2025 року СБУ повідомила про підозру охоронцю Прилєпіна, що потрапив у полон до ЗСУ під час боїв на Сході України. Бойовик до повномасштабного вторгнення війни вступив до батальйону "Зоря" терористичної організації "ЛНР", де став стрільцем-розвідником.